# Леон Бріттан
Леон Бріттан (англ. Leon Brittan; 25 вересня 1939, Лондон, Велика Британія — 21 січня 2015, там само) — британський юрист і політик, член Консервативної партії.

## Біографія
Бріттан походив з родини євреїв литовського походження. Він здобув освіту у Триніті-коледжі у Кембриджі, де очолював університетську організацію консерваторів. Після закінчення школи він почав працювати юристом, отримав звання «Королівський адвокат» у 1978 році. Входив до Палати громад (1974–1988), Державний міністр Міністерства внутрішніх справ (1979–1981), Головний секретар Казначейства (1981–1983), Міністр внутрішніх справ (1983–1985), Державний секретар Міністерства торгівлі та промисловості (1985–1986), Європейський комісар з питань конкуренції (1989–1993) і торгівлі (1993–1999), віце-президент Єврокомісії (1999).
Був одружений, мав двох падчерок.